# Czesław Głombik
Czesław Głombik  (ur. 8 grudnia 1935 r. w Zabrzu-Pawłowie, zm. 14 maja 2022 w Katowicach) – filozof, prof.zw. dr hab. nauk humanistycznych w zakresie historii filozofii, szczególnie skoncentrowany na filozofii polskiej, także słowiańskiej, na tle jej powiązań z głównymi nurtami filozofii europejskiej. Badacz polskiej filozofii XIX i XX wieku, w tym myśli pozytywistycznej. Zaangażowany w badania dotyczące polskiej katolickiej myśli filozoficznej, głównie neoscholastyki i neotomizmu, z podkreśleniem jej aktywności w międzynarodowym ruchu filozoficznym. Zainteresowanie współczesną filozofią europejską zaowocowało studiami nad tradycją kantyzmu, neokantyzmem, nad genezą i rozwojem fenomenologii w Polsce oraz w środowiskach akademickich czeskich i słowackich.

## Życiorys
W 1949 rozpoczął naukę w liceum pedagogicznym w Raciborzu, by po dwóch latach kontynuować ją w Katowicach. Po zdaniu matury w 1953 podjął studia na Wydziale Filozoficznym Uniwersytetu Warszawskiego. Po uzyskaniu tytułu magistra w 1958 rozpoczął pracę zawodową w Studium Nauczycielskim w Raciborzu. W 1966 zatrudniony został w ówczesnej Wyższej Szkole Ekonomicznej w Katowicach. Stopień doktora nauk humanistycznych uzyskał w 1970 na (Uniwersytecie Jagiellońskim. W 1974 roku przeniesiony służbowo do Uniwersytetu Śląskiego, gdzie współorganizował Instytut Filozofii, oraz stworzył Zakład Historii Filozofii, którego kierownikiem pozostał do czasu przejścia na emeryturę. Stopień doktora habilitowanego uzyskał w roku 1978 (Uniwersytet Marii Curie-Skłodowskiej). W roku 1985 uzyskał tytuł naukowy profesora nadzwyczajnego, zaś w 1995 objął stanowisko profesora zwyczajnego. W 2005 uhonorowany został tytułem doktora honoris causa Uniwersytetu Palackiego w Ołomuńcu. W latach 1982–1990 pełnił funkcję prorektora do spraw nauczania Uniwersytetu Śląskiego, a w roku 1990 p.o rektora tejże uczelni. Od roku 2006 na emeryturze. W roku 2015 został mu przyznany tytuł profesora honorowego Uniwersytetu Śląskiego. W latach 2006–2013 związany etatowo z Górnośląską Wyższą Szkołą Handlową im. W. Korfantego w Katowicach.
W 1993 roku uczestniczył w Międzynarodowym Sympozjum „Jan Hus. Zwischen Zeiten, Völkern, Konfessionen” w Bayreuth, a w 1999 brał udział w Międzynarodowym Sympozjum poświęconym Janowi Husowi w ramach Watykańskiego „Grande Giubileo dell' Anno 2000” w Papieskim Uniwersytecie Laterańskim w Rzymie.
Opublikował 235 prac naukowych, w tym 18 samodzielnych pozycji książkowych oraz 9 redagowanych.
Zmarł 14 maja 2022. Spoczywa na Centralnym Cmentarzu Komunalnym przy ul. Murckowskiej w Katowicach.

## Autorskie publikacje książkowe
- „Filozofia przedmarksistowska. Wybrane kierunki i zagadnienia”[4]. Warszawa 1970
- „Człowiek i historia. Studium koncepcji filozoficznej Stefana Pawlickiego”[5]. Warszawa 1973
- „Tradycja i interpretacje. Antoni Molicki a reakcja katolicka wobec polskiej „filozofii narodowej””[6]. Warszawa 1978.
- „Metafizyka kultury. Grabmann-Maritain-neoscholastyka polska”[7]. Warszawa 1982
- „Oblicza szczęścia”[8]. Warszawa 1982
- „Martin Grabmann i Polska filozofia katolicka”[9]. Katowice 1983
- „Zapomniani krytycy, nieznani filozofowie. Rzecz o Aleksandrze Tyszyńskim i Janie Adamskim”[10]. Lublin 1988
- „Tradycja narodowa a perspektywa kultury.Wokół publicystyki i krytyki filozoficznej Pawła Hoffmana”[11]. Lublin 1989
- „Początki neoscholastyki polskiej”[12]. Katowice 1991
- „Tomizm czasów nadziei. Słowiańskie kongresy tomistyczne Praga 1932 - Poznań 1934”[13]. Katowice 1994
- „Český novotomismus třicátých let. Iniciativy, kulturni kontext, polemiky”[14]. Olomouc 1995
- „Impulsy i zbliżenia. Siedem szkiców z dziejów czesko - polskich kontaktów filozoficznych”[15]. Katowice 1996
- „Husserl i Polacy. Pierwsze spotkania, wczesne reakcje”[16]. Katowice 1999
- „Umění zapomínat? Dějiny uztahů ceskě a polskě filozofie”[17]. Olomouc 2000
- „Husserl und die Polen. Früfgeschichte einer Rezeption”[18]. Wurzburg 2011
- „Eucken i milczenie czasu. Z historii polskich odczytań filozofa noblisty”[19]. Katowice 2015

## Prace zbiorowe inspirowane i redagowane naukowo
„Wartości. Geneza – Wielość – Trwanie”. Katowice 1995 

„Filozof i pamięć. Refleksje nad dziełem filozoficznym Konstantego Michalskiego w pięćdziesiątą rocznicę śmierci uczonego”. Katowice 1997
„Kartezjusz. W czterechsetlecie urodzin filozofa”. Katowice 1998 

„Poglądy filozoficzne Konstantego Michalskiego”.Katowice 1999 

„Profesor Jan Legowicz – filozof i nauczyciel”. Katowice 2001 

„Wokół badań logicznych. W 100-lecie ukazania się dzieła Edmunda Husserla”. Katowice 2003

„Ojciec Józef Bocheński. Drogi życia i myślenia filozoficznego. W stulecie urodzin Uczonego”.Katowice 2004

„Obecność filozofa. Studia historiofilozficzne o Władysławie Tatarkiewiczu”. Katowice 2005
„Roman Ingarden i dążenia fenomenologów. W 110 rocznicę urodzin Profesora”. Katowice 2006

## Księgi pamiątkowe
„Przybliżanie przeszłości. Księga pamiątkowa ofiarowana Profesorowi Czesławowi Głombikowi z okazji czterdziestolecia pracy nauczycielskiej”. Katowice 1998

„Filozofia i czas przeszły. Profesorowi Czesławowi Głombikowi w 70. rocznicę urodzin”. Katowice 2005 

„Filozof wśród ekonomistów. Księga pamiątkowa wydana z okazji 40-lecia obecności prof. zw. dr. hab. Czesława Głombika w Akademii Ekonomicznej im. Karola Adamieckiego w Katowicach”. Katowice 2006 

## Członkostwo w towarzystwach naukowych
- Górnośląskie Towarzystwo Przyjaciół Nauk – współzałożyciel
- Komisja Filozofii i Socjologii Oddział PAN w Katowicach
- Towarzystwo Kultury Świeckiej im Tadeusza Kotarbińskiego
- Polskie Towarzystwo Filozoficzne
- Oddział Katowicki Polskiego Towarzystwa Filozoficznego – współzałożyciel
- Polskie Towarzystwo Fenomenologiczne – wspólzałożyciel
- Stowarzyszenie im. Wilhelma Szewczyka w Katowicach

## Odznaczenia
Złoty Krzyż Zasługi – 1979 

Medal Komisji Edukacji Narodowej – 1979 

Krzyż Kawalerski Orderu Odrodzenia Polski – 1986 

Złota Odznaka Za zasługi dla Uniwersytetu Śląskiego – 1990 

Laur Górnośląskiego Towarzystwa Przyjaciół Nauk im. Walentego Roździeńskiego – 2003 

Złota Odznaka ZNP – 2010